# Jhirad (cràter)
Jhirad és un cràter d'impacte en el planeta Venus de 50,2 km de diàmetre. Porta el nom de Jerusha Jhirad (1891-1984), metgessa índia, i el seu nom va ser aprovat per la Unió Astronòmica Internacional el 1994.